# Государственный строй Уганды
Уганда — президентская республика, президент Уганды является главой государства и главой правительства. В Уганде многопартийная система. Исполнительная власть осуществляется правительством, законодательная власть осуществляется как правительством, так и Национальным собранием. Система основана на демократической парламентской системе, равными правами обладают все граждане старше 18 лет.
Economist Intelligence Unit в 2019 году назвал Уганду «гибридным режимом».

## Политическая культура
Якобы пытаясь сократить объёмы межрелигиозного насилия, политические партии были ограничены в правах с 1986 года. В беспартийной системе «Движения», учрежденной президентом Йовери Мусевени, политические партии продолжали существовать, но не могли проводить кампанию на выборах или выдвигать кандидатов напрямую (хотя кандидаты на выборах и могли принадлежать к политическим партиям). В июле 2005 года конституционный референдум отменил этот 19-летний запрет на многопартийность.
Президентские выборы прошли в феврале 2006 года. Мусевени баллотировался вместе с несколькими другими кандидатами от оппозиционных партий, наиболее известным из которых был Кизза Бесидже, находившийся в изгнании. Мусевени был объявлен победителем. Бесигдже заявил о фальсификации и отказался признавать своё поражения. Верховный суд Уганды постановил, что выборы были проведены со многими нарушениями. Любопытно, что при этом суд проголосовал 4: 3 в пользу признания результатов.

## Должностное лицо

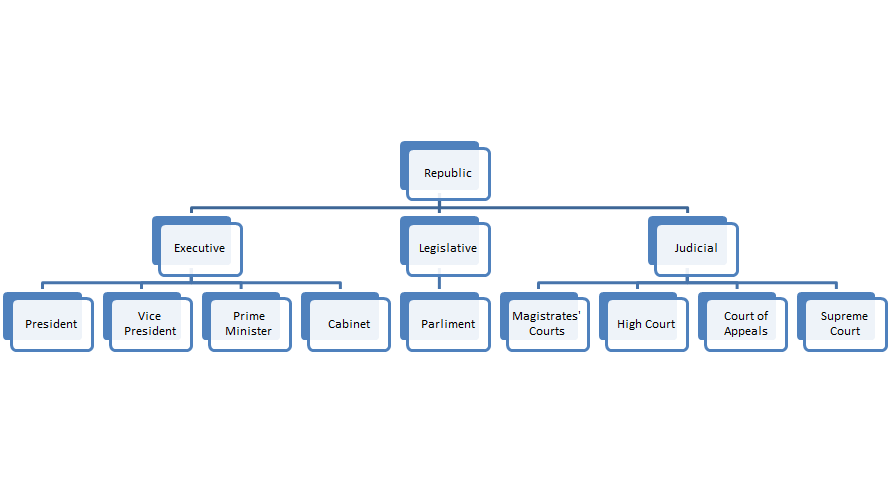
Структура правительства Уганды.

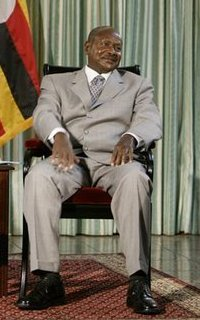
Йовери Мусевени — президент Уганды.

Главой государства в Уганде является президент, который избирается всенародным голосованием на пятилетний срок. В настоящее время пост президента занимает Йовери Мусевени, являющийся одновременно главой вооружённых сил. Предыдущие президентские выборы проходили в феврале 2011 года; на выборах в феврале 2016 года Мусевени набрал 68 % голосов. Кабинет формируется президентом из числа избранных законодателей. Премьер-министр Рухакана Ругунда помогает президенту руководить кабинетом.
Кабинет Уганды, согласно Конституции, «состоит из президента, вице-президента и такого количества министров, которое президенту может показаться разумным и необходимым для эффективного управления государством».

### Министерства Уганды
- Министерство иностранных дел
- Министерство юстиции и конституционных дел
- Министерство государственной службы
- Министерство финансов, планирования и экономического развития (Уганда)
- Министерство образования и спорта (Уганда)
- Министерство по делам в Карамодже
- Министерство местной власти (Уганда)Министерство местной власти
- Министерство науки, технологий и инноваций
- Министерство здравоохранения
- Министерство труда и транспорта (Министерство труда и транспорта (Уганда)
- Министерство земельных ресурсов, жилищного и городского строительства (Уганда)
- Министерство внутренних дел
- Министерство туризма, живой природы и памятников
- Министерство водных ресурсов и окружающей среды
- Министерство по гендерным вопросам, труду и социальному развитию
- Министерство энергетики и минеральных ресурсов
- Министерство безопасности
- Министерство обороны и ветеранских дел
- Министерство сельского хозяйства, животноводства и рыболовства
- Министерство информационных и коммуникационных технологий
- Министерство по вопросам готовности к стихийным бедствиям и беженцев
- Министерство торговли, промышленности и кооперативов

## Политические партии и выборы

### Президентские выборы
| Кандидат                      | Партия                              | Голосов    | %     |
| ----------------------------- | ----------------------------------- | ---------- | ----- |
| Yoweri Museveni               | Национальное движение сопротивления | 5 971 872  | 60,62 |
| Киззе Бесидже                 | Форум за демократические перемены   | 3 508 687  | 35,61 |
| Амама Мбабази                 | самовыдвиженец                      | 136 519    | 1,39  |
| Абед Бваника                  | Народная демократическая партия     | 89 005     | 0,90  |
| Венасиус Барьямуриба          | независимый                         | 52 798     | 0,54  |
| Фаит Кьялья                   | независимый                         | 42 833     | 0,43  |
| Бенон Бирааро                 | Партия угандийских фермеров         | 25 600     | 0,26  |
| Джозеф Мабиризи               | независимый                         | 24 498     | 0,25  |
| Недействительных голосов      | Недействительных голосов            | 477 319    | –     |
| Всего                         | Всего                               | 10 329 131 | 100   |
| Зарегистрировано избирателей: | Зарегистрировано избирателей:       | 15 277 198 | 67,61 |
| Источник: EC                  |                                     |            |       |

### Parliament
| Party                               | Votes      | % | Мест   | Мест   | Мест   | Мест  | Мест |
| Party                               | Votes      | % | Прямых | Женщин | Особых | Всего | +/–  |
| ----------------------------------- | ---------- | - | ------ | ------ | ------ | ----- | ---- |
| Национальное движение сопротивления |            |   | 199    | 84     | 10     | 293   | +30  |
| Форум за демократические перемены   |            |   | 29     | 7      | 0      | 36    | +2   |
| Демократическая партия              |            |   | 13     | 2      | 0      | 15    | +3   |
| Народный конгресс Уганды            |            |   | 4      | 2      | 0      | 6     | –4   |
| Независимые                         |            |   | 44     | 17     | 5      | 66    | +23  |
| Народные силы обороны Уганды        | –          | – | –      | –      | 10     | 10    | 0    |
| Недействительных голосов            |            | – | –      | –      | –      | –     | –    |
| Всего                               |            |   | 289    | 112    | 25     | 426   | +51  |
| Зарегистрировано избирателей        | 15 277 198 |   | –      | –      | –      | –     | –    |
| Источникe: EC                       |            |   |        |        |        |       |      |

## Судебная власть
Судебная система Уганды — независимая ветвь власти; в Уганде существуют магистратских судов, высоких судов, апелляционных судов (которые при рассмотрении конституционных вопросов образуют Конституционный суд Уганды) и Верховный суд. Судьи Высокого суда назначаются президентом; Судьи Апелляционного суда назначаются президентом и утверждаются законодательным органом.

## Международные отношения
Драка между президентской охраной Уганды и Ливии вызвала хаос во время церемонии, на которой 19 марта 2008 года присутствовали главы государств одиннадцати африканских стран.

## Участие международных организаций
- Страны Африки, Карибского бассейна и Тихого океана
- Африканский банк развития
- Содружество Наций
- Восточноафриканский банк развития
- Продовольственная и сельскохозяйственная организация ООН
- Группа 77
- Intelsat
- Межправительственный орган по развитию
- Международное агентство по атомной энергии ООН
- Международный банк реконструкции и развития
- Международная организация гражданской авиации
- Международная конфедерация свободных профсоюзов
- Международный уголовный суд
- Международная ассоциация развития
- Международная финансовая корпорация
- Международный фонд сельскохозяйственного развития
- Международная организация труда
- Международный валютный Фонд
- Международное движение Красного Креста и Красного Полумесяца
- Международный олимпийский комитет
- Международная организация по миграции
- Международная организация по стандартизации
- Международный союз электросвязи
- Интерпол
- Исламский банк развития
- Движение неприсоединения
- Организация по запрещению химического оружия
- Организация африканского единства
- Организация исламского сотрудничества
- Постоянная палата третейского суда
- ООН
- ЮНКТАД
- Экономическая комиссия ООН по Африке
- ЮНЕСКО
- Управление верховного комиссара ООН по делам беженцев
- ЮНИДО
- Всемирный почтовый союз
- Всемирная таможенная организация
- Всемирная федерация профсоюзов
- Всемирная организация здравоохранения
- Всемирная организация интеллектуальной собственности
- Всемирная метеорологическая организация
- Всемирная туристическая организация
- Мировая торговая организация